# Brassica assyriaca
Brassica assyriaca là một loài thực vật có hoa trong họ Cải. Loài này được Mouterde mô tả khoa học đầu tiên năm 1970.